# 拉迪脂鯉屬
拉迪脂鯉屬為輻鰭魚綱脂鯉目脂鯉亞目鮭脂鯉科的其中一属。

## 下属物种
- 非洲拉迪脂鯉(Ladigesia roloffi)

## 扩展阅读
維基物種上的相關：拉迪脂鯉屬